# Воробіївка (Полонська міська громада)
Воробії́вка — село в Україні, у Полонській міській громаді Шепетівського району Хмельницької області.

## Населення

### Мова
Розподіл населення за рідною мовою за даними перепису 2001 року:
| Мова       | Кількість | Відсоток |
| ---------- | --------- | -------- |
| українська | 673       | 99.56%   |
| російська  | 3         | 0.44%    |
| Усього     | 676       | 100%     |

## Історія
Археологічні дані[джерело?] розкопок в с. Воробіївці свідчать про те, що селу вже понад 1500 років, тут виявлено пам'ятки Черняхівської культури: могильники і поселення, а також знайдені сліди поселень східно — слов'янських племен скіфів і антів. Згідно з інвентарем[джерело?] 1615 р. маєтностей князів Острозьких, що описував князівські двори після татарського нападу, зафіксовано в Воробіївському шляхетському дворі одне житлове приміщення, стайню, гумно, льох, бровар, солодовню. Окрім цього, у Воробіївці знаходилася пекарня, клуня, курник та голубник. Село тоді належало до Остропільської волості.
В XV ст., велика частина Волині, у тому числі і Воробіївка потрапила у власність князю Костянтину Острозькому, який був родичем князя Романа Галицького. Син Костянтина Острозького — Олександр Острозький видав свою дочку Софію за князя Станіслава Любомирського і в посаг за дочку, віддав всі маєтки, які були в Полонській, Старокостянтинівській та Остропільській волостях. Село Воробіївка входило до Остропільської волості, Кременецького повіту. В той час Воробіївка мала ЗО домів.
Любомирські користувалися Воробіївкою майже до кінця XVIII ст. В дев'яностих роках XVIII ст. Любомирські віддали село Адаму і Юзефі Ваневським за борги. На початку XIX ст. Ваневські продали Воробіївку Варварі Жеромській. Коли господарювала пані Жеромська, люди тікали від неї, як від чуми, бо вона жорстоко катувала всіх людей. З 1816 по 1834 р. від неї з села втекло близько 25 кріпаків чоловіків і жінок, за цей період вона відала в рекрути близько 20 осіб, та чимало кріпаків та кріпацьких дітей в селі були закатовані до смерті.
7 (20) листопада 1917 року, відповідно до Третього Універсалу Української Центральної Ради, увійшло до складу Української Народної Республіки.
Село постраждало в часі Голодомору 1932–1933 років, за різними даними, померло до 200 осіб.
Село увійшло в історію II світової війни страшною трагедією. А відлік трагедії почався 14 січня 1944 р.,коли о 5 годині в село із Шепетівки прорвався 4-й танковий батальйон (33 зенітного полку). Командир Горенчук потім на 40-річчі контемирівської дивізії скаже: «Мені соромно їхати у Воробіївку. Як би тоді зайняли оборону, цього б не було»[джерело?]. Розвідники так стрімко і зненацька ввірвалися в село, що гітлерівці, чисельністю 2 батальйони, покинувши всю техніку, роздягнені, втекли у напрямку села Северини. За свідченнями жителів села, після такого вдалого визволення, солдат стали пригощати вдячні селяни (саме було 14 січня). Але через 2-3 години, оговтавшись і маючи значну перевагу сил, німецька танкова частина вдарила по селу і розвідники з боєм і втратами, покинули його. В цей же день було вбито німецького єфрейтора, а один із снарядів влучив прямо в німецьку кухню.
Після цього нацисти кинулись виливати всю свою лють на мирних людей. Всіх жителів села було оголошено партизанами.
Тоді ж було взято 13 заручників з однієї вулиці, які спочатку думали, що їх ведуть копати окопи. Це вже була прифронтова зона і селяни часто під дулами автоматів проводили ці земляні роботи. А якраз через колгоспні поля у південно-східному напрямку проходила Сталінська лінія оборони, яка тягнулася з Прибалтики до Молдавії. І досі на Воробіївській землі тяжіють ці військові об'єкти. Їх — 5. Ось саме в одному із них німці вирішили знищити людей, але хлопці знали розташування лабіринтів в доті, їм вдалося врятуватися, попри те, що цілу добу їх закидали гранатами, викурювали звідти. Сьогодні з них живий лише один Жулінський Михайло. А 23 січня в село прибула команда СС польової жандармерії, яка наступного дня зробила чорну справу зігнавши в долині за селом близько 300 мирних жителів, серед яких було 113 дітей, розстріляли їх, а потім спалили трупи для того, щоб знищити сліди своїх злочинів.
Волею долі залишились свідки цього варварства, два маленьких хлопчики, які і повідомили тоді евакуйованим жителям села про трагедію.
12 червня 2020 року, відповідно до розпорядження Кабінету Міністрів України № 727-р «Про визначення адміністративних центрів та затвердження територій територіальних громад Хмельницької області», увійшло до складу Полонської міської територіальної громади.
19 липня 2020 року, в результаті адміністративно-територіальної реформи та ліквідації Полонського району, село увійшло до складу Шепетівського району.

## Відомі люди
Паламарчук Максим Мартинович (22.10.1916 — 26.02.2000) — український економ-географ та економіст, академік АН України. Основні праці — економіка промисловості. Розробив теорію формування і територіальної організації агропромислових комплексів, типологію виробничо-територіальних комплексів. Автор підручників та посібників. Нагороджений орденами Трудового Червоного Прапора, Червоної Зірки, Дружби народів та ін.

## Галерея

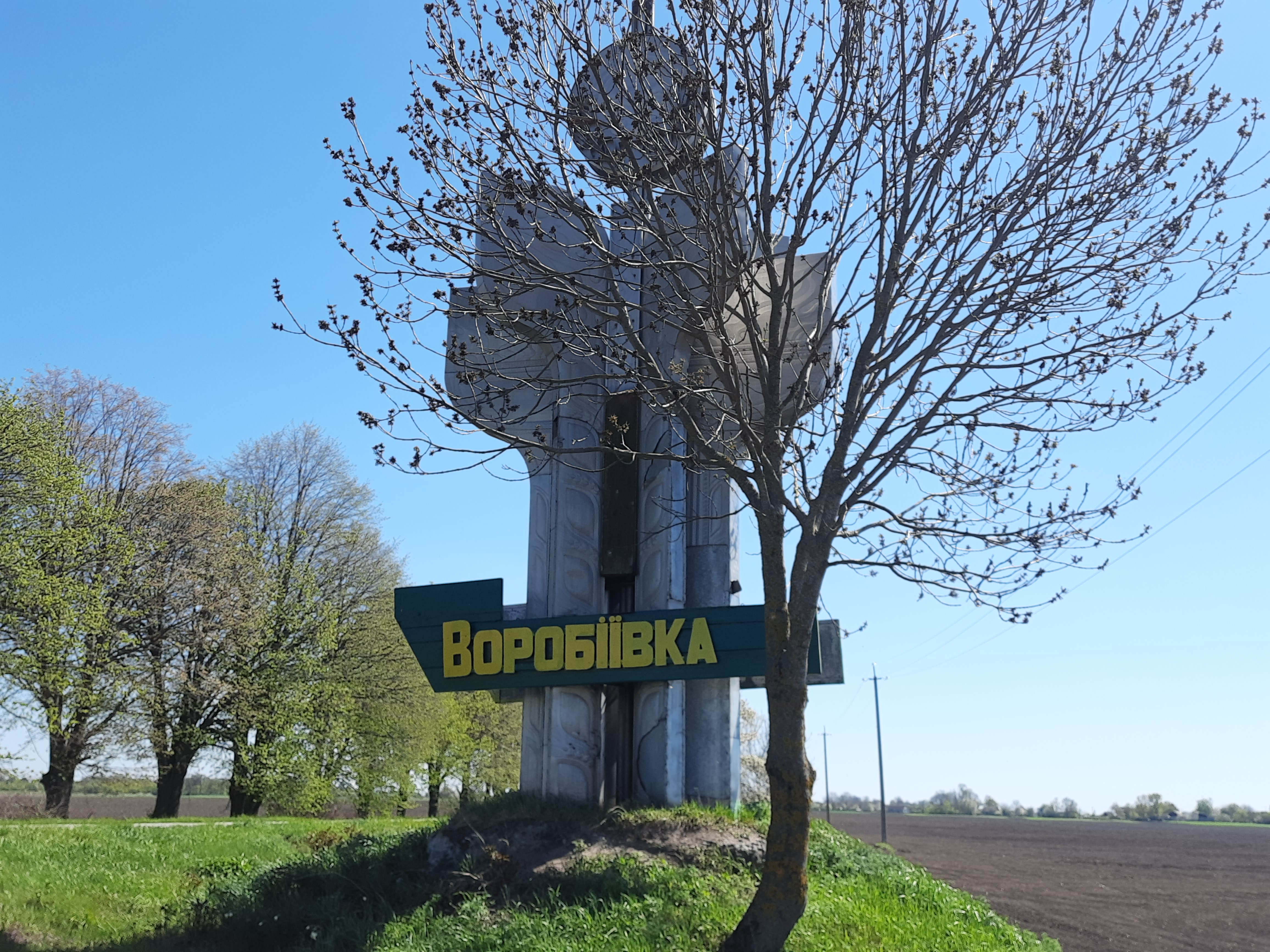
В'їзд у село
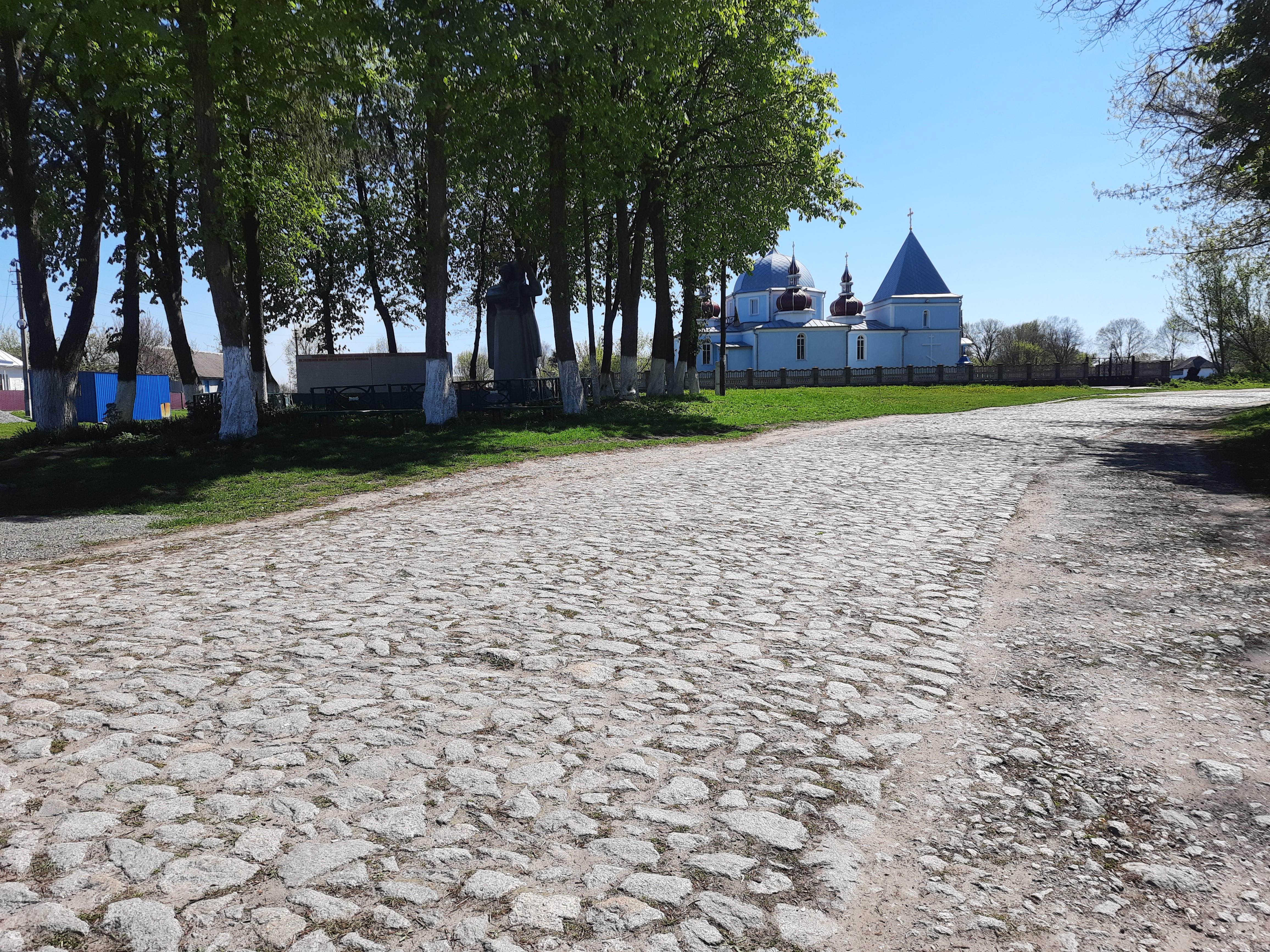
Центральна вулиця
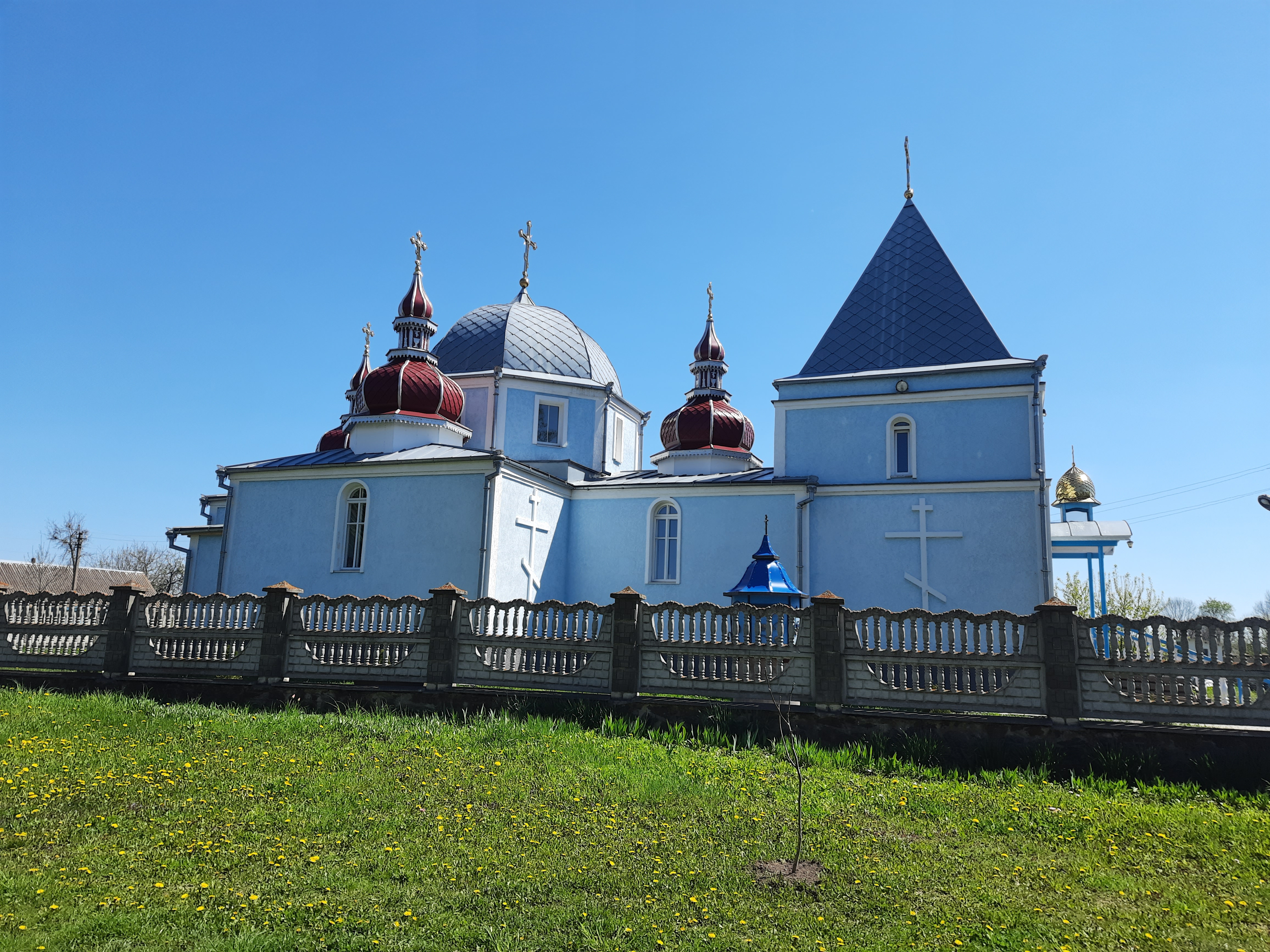
Покровська церква
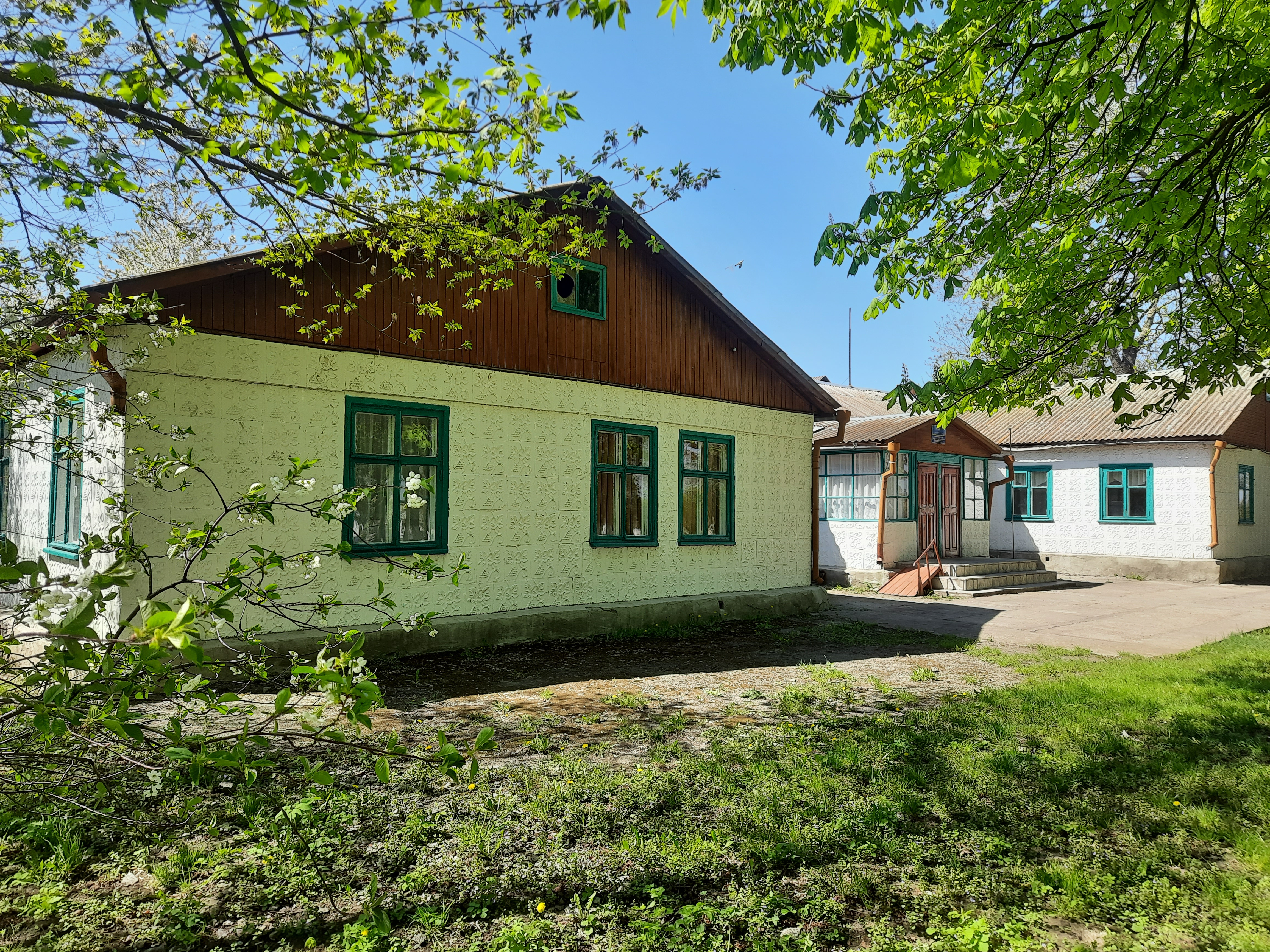
Школа
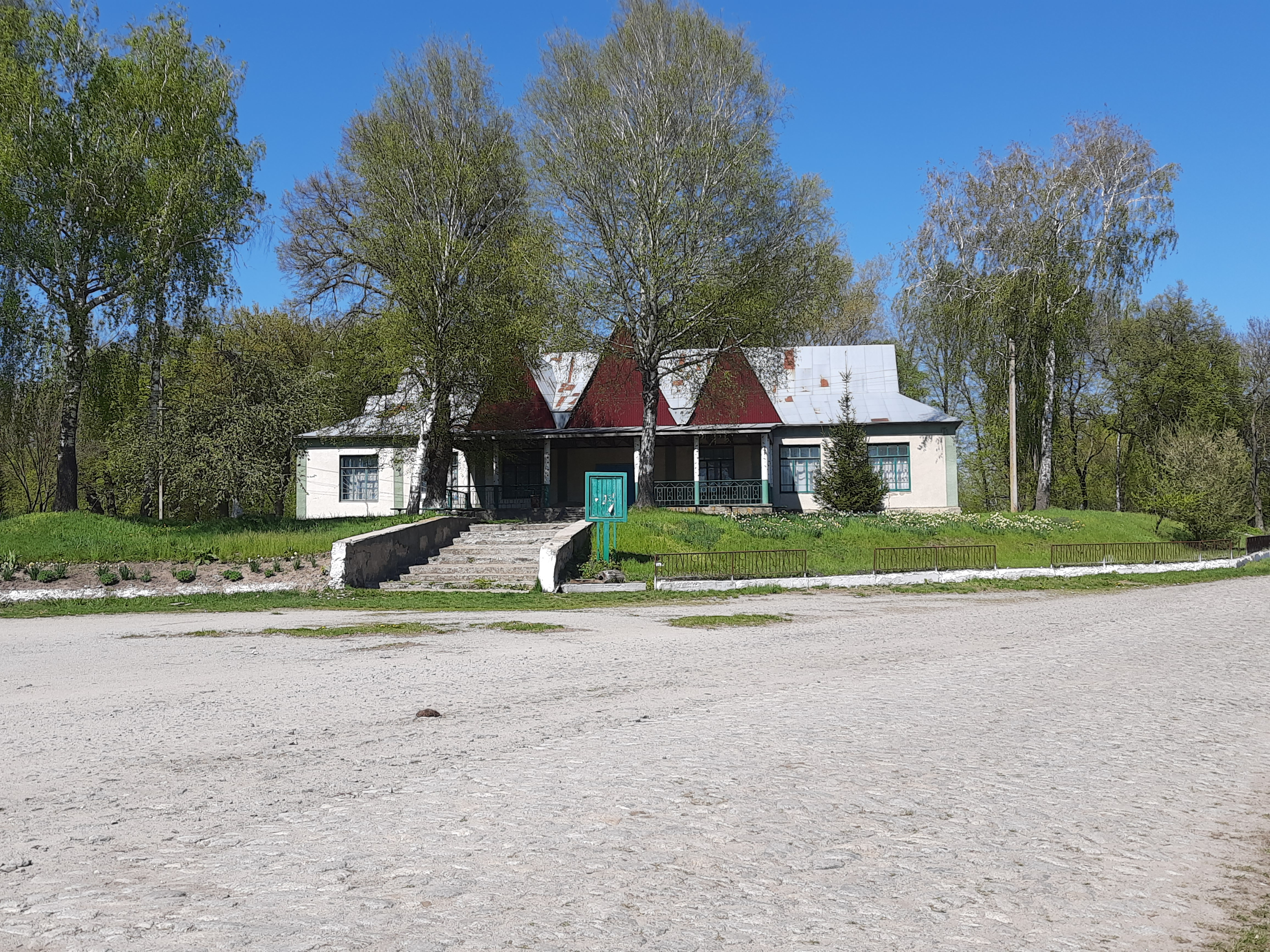
Будинок культури